# Le Rozel
Le Rozel település Franciaországban, Manche megyében. Lakosainak száma 244 fő (2022. január 1.). Le Rozel Les Pieux, Pierreville, Saint-Germain-le-Gaillard és Surtainville községekkel határos.

## Népesség
A település népességének változása:
| Lakosok száma | 247  | 242  | 251  | 268  | 263  | 250  | 252  | 250  | 249  | 244  |
|               | 1968 | 1982 | 1990 | 2006 | 2013 | 2015 | 2017 | 2019 | 2020 | 2022 |